# Andinodelphys cochabambensis
Andinodelphys
Genre
Espèce
Andinodelphys cochabambensis, unique représentant du genre Andinodelphys, est une espèce fossile de marsupiaux américains de la sous-famille des Didelphinae, dans laquelle sont classées la plupart des espèces actuelles d’opossums. Cette espèce a vécu dans l'actuelle Bolivie durant le Paléocène.

## Classification
Le genre Andinodelphys et l'espèce Andinodelphys cochabambensis ont été créés en 1988 par Larry G. Marshall (d) & Christian de Muizon (d).

### Étymologie
Le nom du genre Andinodelphys est une combinaison basée sur le préfixe Andino pour rappeler l'origine andine de celui-ci et du suffixe delphys en référence à la famille des Didelphinae.
Son épithète spécifique, composée de cochabamb[a] et du suffixe latin -ensis, « qui vit dans, qui habite », lui a été donnée en référence au lieu de sa découverte, le département de Cochabamba en Bolivie.

### Publication originale
- (en) Larry G. Marshall et Christian de Muizon, « The dawn of the Age of Mammals in South America », National Geographic Research, vol. 4, no 1,‎ janvier 1988, p. 23-55 (ISSN 8755-724X, lire en ligne).